# DeveLinux
DeveLinux este o distribuție de Linux bazată pe Debian orientată spre dezvoltatori, studenți și profesori.